# Сартаев, Жанбатыр Нуртаевич

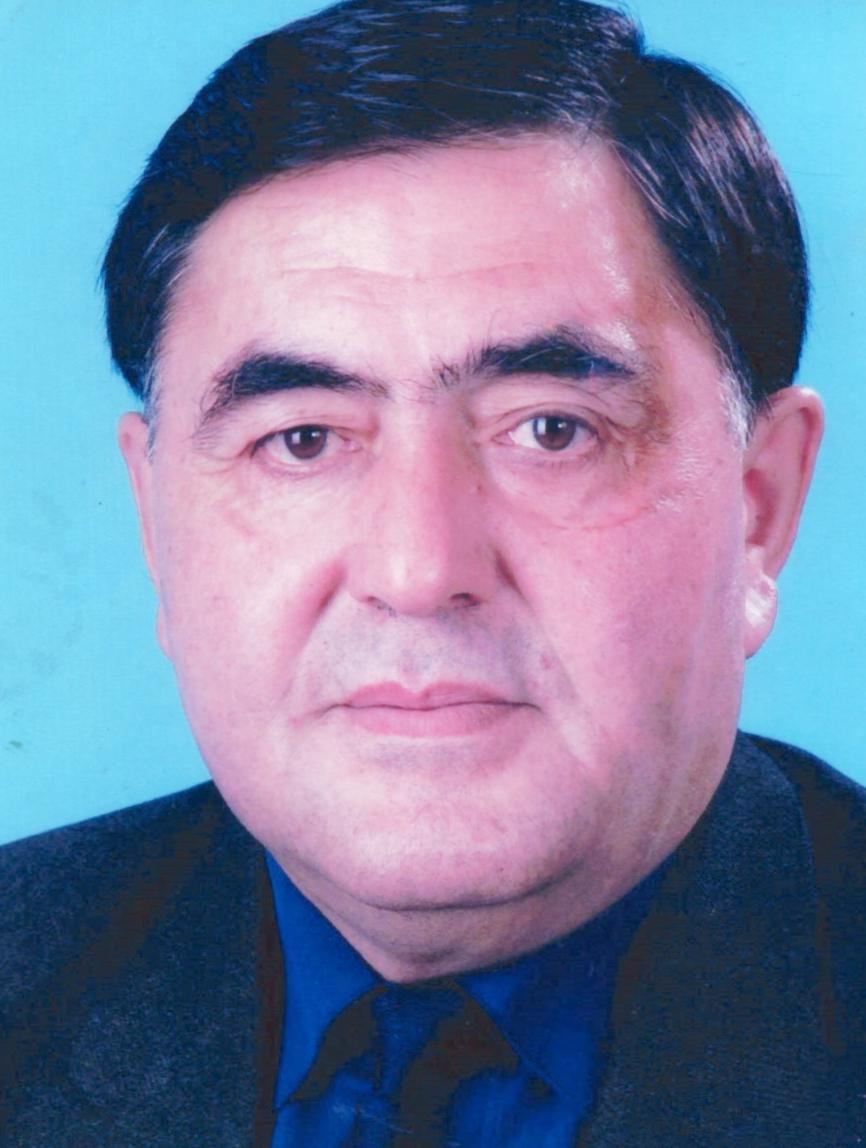
Сартаев Жанбатыр Нуртаевич

Сартаев Жанбатыр Нуртаевич — казахстанский нейрофизиолог, доктор медицинских наук, профессор, академик Академии военных наук Республики Казахстан  и академик Академии педагогических наук Республики Казахстан. Полковник медицинской службы.

## Биография
Родился 23 октября 1949 года в селе Орталык, Жамбылского района Северо-Казахстанской области. В 1967 году поступил в Карагандинский государственный медицинский институт по специальности «Лечебное дело», в 1973 года поступил в аспирантуру о специальности «Физиология». В 1978 году на ученом совете Киргизского Государственного медицинского института им И.К. Ахунбаева защитил кандидатскую диссертацию на соискание ученой степени кандидата медицинских наук.
В 2003 году на ученом совете Казахского научно-исследовательского института физиологии человека и животных Академии наук Республики Казахстан защитил докторскую диссертацию по теме «Нейрофизиологические расстройства при хронических стрессах у военнослужащих и их профилактика». С 2006 года профессор.
В 1973 году проходил стажировку в лаборатории «Физиология эмоций» у академика П.К. Анохина в Научно-исследовательском институте нормальной физиологии Академии Медицинских Наук СССР имени П.К. Анохина (г. Москва). Профессором Сартаевым Ж.Н. впервые в науке были исследованы «Нейрофизиологические расстройства при хронических стрессах у военнослужащих и их профилактика», исследованы условия формирования неврозов при возникновении хронических стрессов у военнослужащих. Профессором Сартаевым Ж.Н. разработаны концепции стресса на нейронном уровне у военнослужащих, используя «функциональную систему П.К. Анохина».
Военно-педагогическая деятельность профессора Сартаева Ж.Н. была связана с Карагандинским государственным медицинским институтом, Карагандинской Высшей школой МВД СССР, Киргизским государственным медицинским институтом им И.К. Ахунбаева, Институтом физиологии человека и животных (г.Алматы) (https://acagor.kz/institute/ifc), Казахским национальным педагогическим университетом им. Абая, Казахским гуманитарным юридическим университетом имени М.С. Нарикбаева, Академией Национальной гвардии Республики Казахстан, а также военными подразделениями учебных заведений МВД СССР и Казахской ССР.
В разработке научных исследований «Пограничные нейрофизиологические расстройства военнослужащих и их профилактика» оказана помощь учеными Российской Федерации Анохиным П. К., Бехтеревой Н.П., Ушаковым Г.К., Свядощ А.М., Боярским А.Я. и др., имеющими всемирную славу.

Имеет более 1600 научных работ, из них — свыше 130 монографий, учебников и учебных пособий. В 2008 году Указом Президента Республики Казахстан награжден медалью «Ерен еңбегі үшін». Обладатель высшей награды Республиканского общественного объединения «Национальная Медицинская Ассоциация» — нагрудного знака «Алтын Дәрігер».